# Catedral de Piura
La Basílica Catedral San Miguel Arcángel de Piura, o simplemente conocida como Catedral de Piura, es el principal edificio religioso afiliado a la Iglesia Católica que se encuentra ubicado en el centro histórico de la ciudad de Piura en el país sudamericano de Perú.
Está ubicado específicamente entre las calles Huancavelica y Tacna, frente la Plaza Mayor de Piura. Fue construida en 1588. Fue declarada Monumento Histórico Colonial por las autoridades locales.
Se trata de un templo con elementos neorrenacentistas que sigue el rito romano o latino y es la iglesia madre de la Arquidiócesis Metropolitana de Piura (Archidioecesis Piurensis) que fue creada como diócesis en 1940 mediante la bula «Ad christianae plebis» del papa Pío XII y fue elevada a su actual estatus en 1966 por el papa Pablo VI.
Esta bajo la responsabilidad pastoral del Arzobispo José Antonio Eguren Anselmi.

## Galería

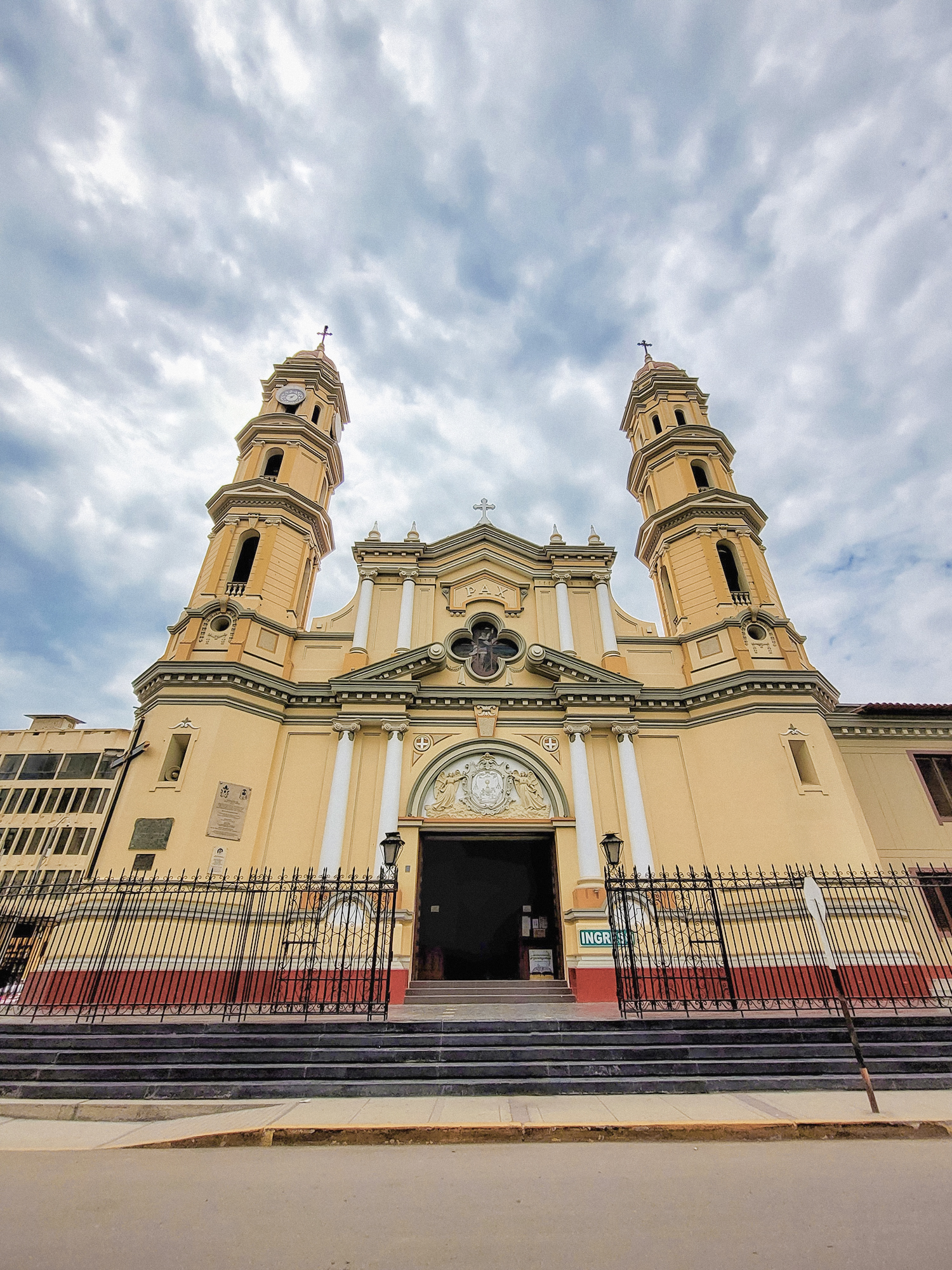
Fachada frontal de la Catedral de Piura.
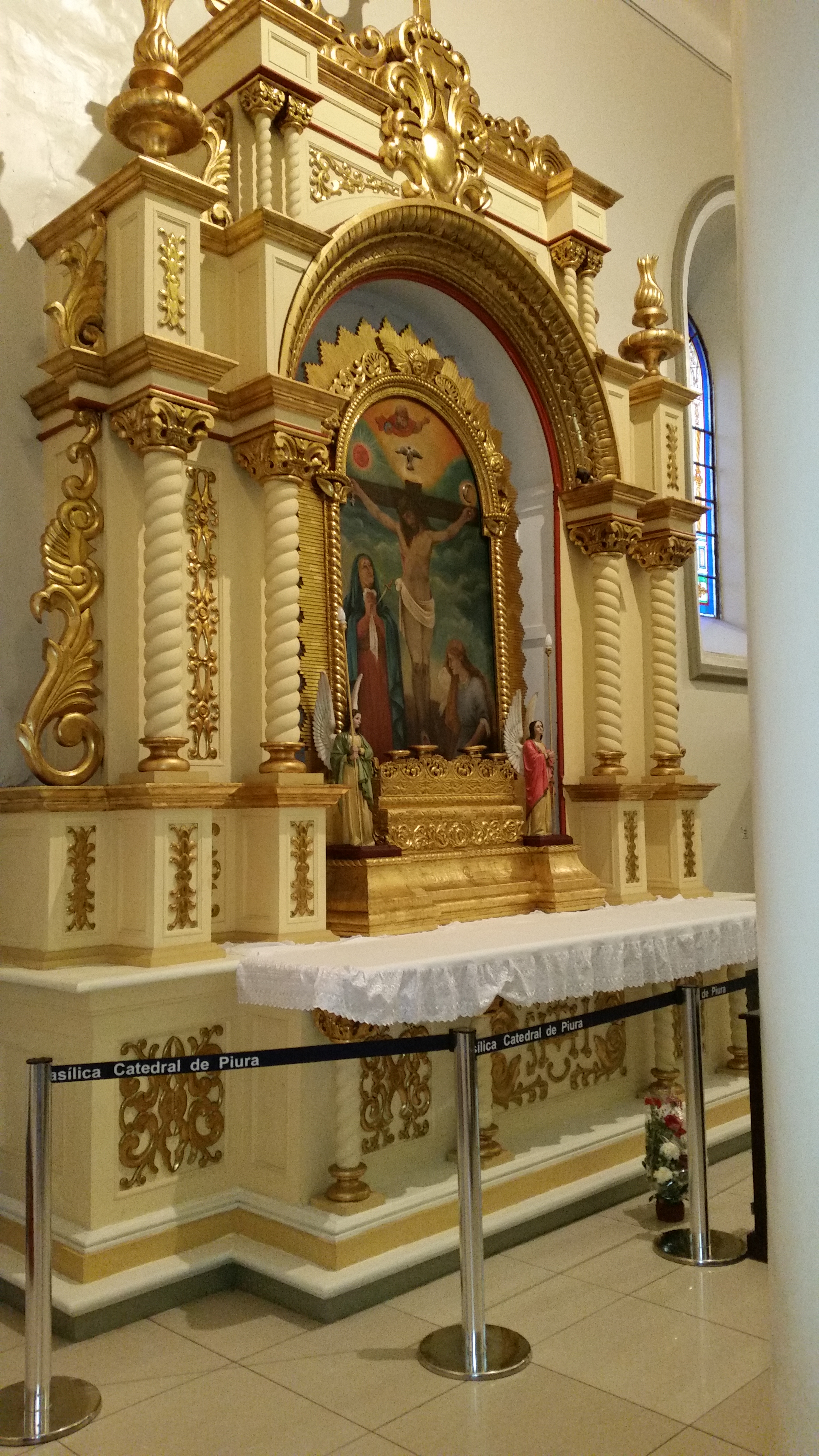
Altar del Señor de los Milagros al interior de la Catedral de Piura.
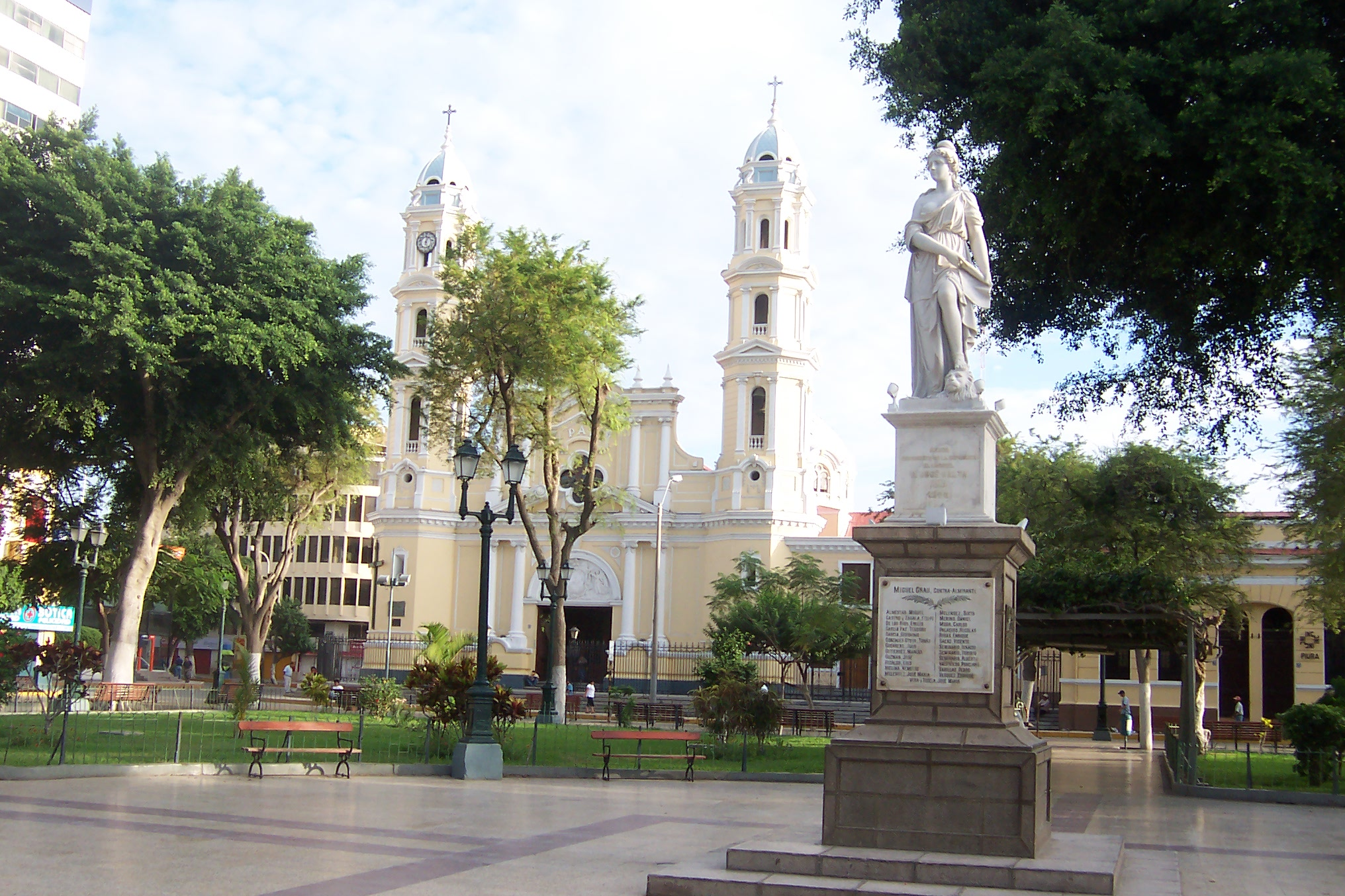
La Alegoría a la Libertad y, de fondo, la Catedral de Piura.